# NGC 1916
NGC 1916 ist ein Kugelsternhaufen in der Großen Magellanschen Wolke im Sternbild Schwertfisch. Er wurde 1834 von John Herschel mit einem Reflektor mit einer Apertur von 18,7 Zoll entdeckt.